# مارین روزیچ
مارین روزیچ (کرواتی: Marin Rozić؛ زادهٔ ۱۴ فوریهٔ ۱۹۸۳) بازیکن بسکتبال اهل کرواسی بود.
وی در مسابقات کشوری و بین‌المللی در مجموع برندهٔ ۱ مدال نقره شده‌است.